# Iroquois
Iroquois (irokeški) jeziki so severnoameriška indijanska jezikovna družina, za katero velja, da je del večje družine makro-sioux jezikov. Jeziki, ki jih govorijo Irokezi, Huroni in drugi, so bili avtohtoni na velikih gozdnatih območjih severovzhodnih Združenih držav in sosednje Kanade, zlasti v Ontariu. Jeziki irokeške družine vključujejo: Cayuga, Cherokee, Meherrin, Mohawk, Neusiok, Nottaway, Oneida, Onondaga, Seneca, Susquehanna, tuskarorski jezik; Ataronchronon, Attiwandaronk, Erie, Honniasont, Huron (kanadski ostanki konfederacije Wendat), Tionontati, Wenrohronon, Wyandot (pleme Oklahoma).

## Družinska delitev jezikov
- Iroquois
  - Severni Iroquois
    - (jezerski Iroquois)
      - Irokezi (Pet narodov)
        - Seneca (močno ogrožen)
        - Cayuga (močno ogrožen)
        - Onondaga (močno ogrožen)
        - Susquehannock ali Conestoga †
        - Mohawk–Oneida
          - Oneida (močno ogrožen)
          - Mohawk

      - Huronian
        - Huroni-Wyandot †
        - Petun (Tobacco) †

    - Tuscarora–Nottoway 
      - Tuscarora †
      - Meherrin †
      - Nottoway †

    - Unclassified
      - Wenrohronon ali Wenro †
      - Neutral †
      - Erie †
      - Laurentian †
      - Scahentoarrhonon †

  - Južni Iroquois/Cherokee
    - južnokarolinsko-georgijsko narečje (ali Spodnje narečje ) †
    - severnokarolinsko narečje (ali Kituwah narečje ) (močno ogrožen)
    - Oklahoma narečje ({ali Overhill, oz. Zahodno narečje ) (vsekakor ogrožen)

† — jezik izumrl/mirujoč